# Anji
Anji (caratteri cinesi: 安吉; pinyin: Ānjí) è una Contea della Cina sotto la prefettura della città di Huzhou, nella parte nordoccidentale della provincia del Zhejiang. La Contea è famosa per le sue foreste di bambù, che ne ricoprono circa 60.000 ettari con più di 40 specie diverse. Il governo della Repubblica Popolare Cinese l'ha nominata contea pilota per l'edilizia ambientalista ed ecologica.

## Storia
Anji si trova a 65 km di distanza dalla città di Hangzhou. Fino agli anni '90, spostarsi tra le due località in autobus implicava più di due ore di viaggio. L'isolamento di Anji dal resto della provincia del Zhejiang ha causato un ritardo di parecchi anni nello sviluppo economico della contea. Dal 1997 al 2000, tuttavia, iniziarono ad essere costruite delle autostrade tra Hangzhou ed Huzhou, fino a portare ad una connessione con l'Autostrada Nazionale G318 nel 2002. Furono implementate ed espanse anche le strade provinciali confinanti con le vie di transito maggiori. Per la metà degli anni 2000 fu conclusa la costruzione e il miglioramento del sistema autostradale nella regione, tanto che attualmente sono raggiungibili in meno di tre ore le città principali Shanghai, Nanchino e Suzhou. Per raggiungere Hangzhou e Huzhou si impiega attualmente, dalla contea di Anji, meno di un'ora. 
Alcuni residenti di Anji si sono da allora impegnati nella ricerca di mezzi di sostentamento eco-sostenibili come agricoltura, industria ecologica e turismo verde.
Ad Anji si trova la centrale elettrica ad accumulazione di Tianhuangping.

## Turismo ecologico
L'area messa a disposizione per i tour ecologici copre il 10% dell'intera contea. Anji produce 12 milioni di aste di bambù a scopo commerciale ogni anno, classificandosi primo produttore nazionale in quest'ambito. Inoltre, funge da più grande nursery di bambù della Cina. L'Anji Bamboo Garden è riconosciuto dagli studiosi cinesi ed internazionali in quanto contiene la più grande varietà di specie di bambù conosciuta al mondo. Inizialmente, il bosco di bambù avrebbe dovuto essere una base di ricerca scientifica a scopo di insegnamento, ricevendo in visita un vasto numero di esperti e studiosi stranieri, oltre che membri ufficiali della Rete Internazionale per il Bambù e il Vimini.
La fonte del fiume Huangpu si trova nella Riserva Naturale del Monte Longwang (Re Drago), la cui foresta primordiale di 800 ettari contiene numerose specie di flora e fauna sotto protezione; la Salamandra di Amji è un esempio di specie endemica a rischio di estinzione che vive esclusivamente in questa riserva.
La centrale elettrica ad accumulazione Huadong, localizzata nell'Area Scenica di Tianhuangping, è la più grande in tutta l'Asia e la seconda maggiore al mondo. Creata in modo da incorporarsi nell'ambiente circostante, la centrale è stata un progetto industriale di dimostrazione. Grazie al turismo eco-sostenibile, la contea di Anji ha ospitato nel 2011 1,4 milioni di turisti, aumentando il PIL della regione del 6,1% (con un introito annuale di 310 milioni di renminbi). Nel 2007 fu istituito un piano di attuabilità per il Giardino Ecologico Huxi, un'area di 20 km² progettata dalla Gran Bretagna. Qian Kunfang, magistrato di contea, ha dichiarato: "Sebbene la nostra contea sia molto montuosa, ogni giorno accogliamo grandi quantità di turisti, che vengano per investire o per visitare il luogo. Le montagne, l'acqua e l'aria pura di Anji sono ora materie prime di valore".

## Industria ecologica

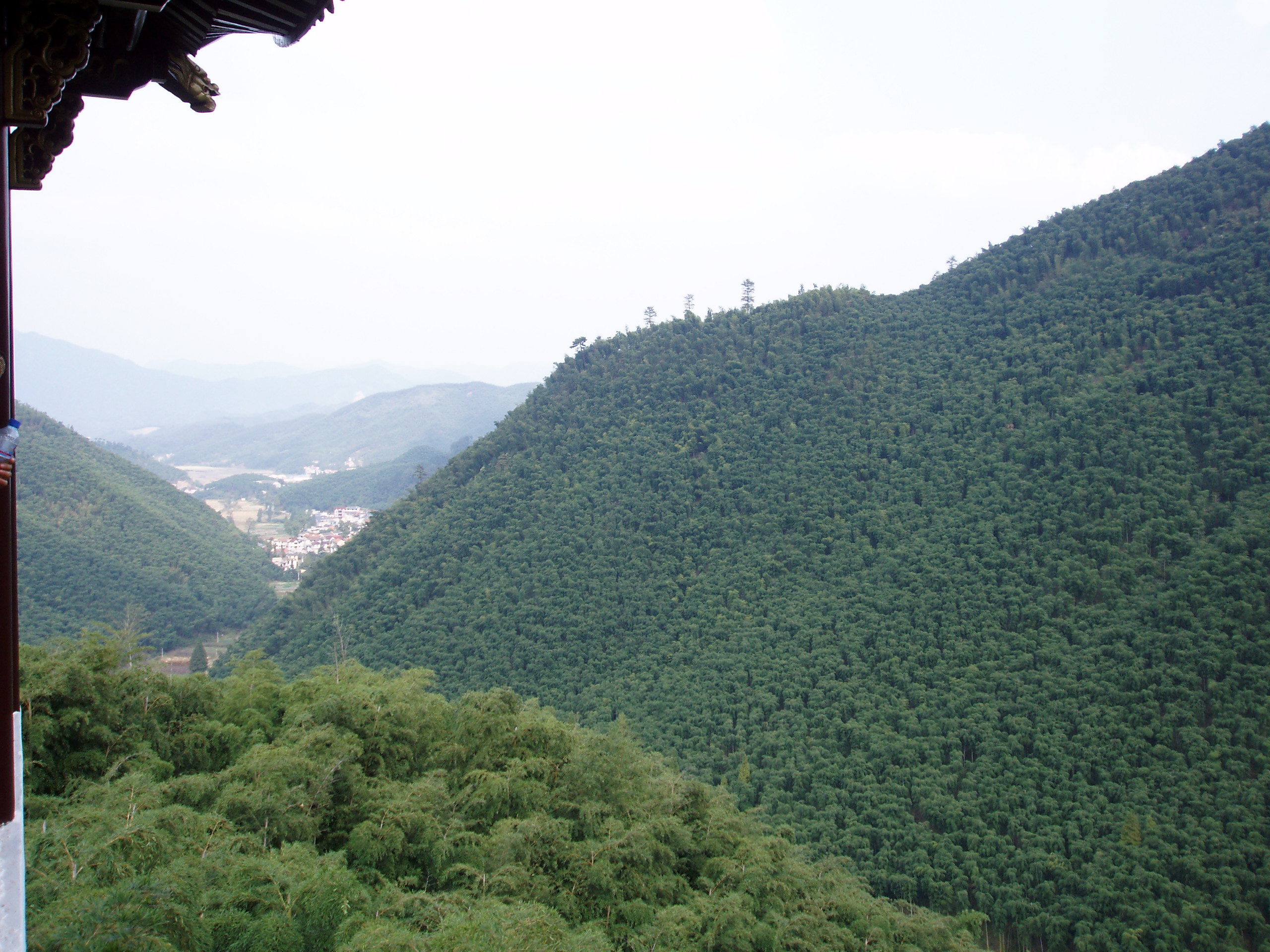
Foresta di bambù nel Zhejiang.

Con lo sviluppo del turismo eco-sostenibile, la popolazione locale ha iniziato ad introdurre una politica ecologista in tutti gli ambiti produttivi, dall'agricoltura all'industria. Tra i prodotti alimentari green meglio sviluppati nell'area, figurano germogli di bambù, tè bianco, vegetali che crescono a grandi altitudini e fiori.  Il Tè bianco di Anji,  che non cresce in nessun'altra parte del mondo, viene venduto ad un prezzo più alto del famoso Tè Longjing.
Per unire la produzione industriale implementando il turismo ecologico, sono stati costruiti giardini panoramici a scopo agricolo, che offrono anche attività di piacere e turistiche. Le produzioni non inquinanti costituiscono attualmente il 40% del mercato locale, contribuendo altresì all'aumento del guadagno pro-capite degli agricoltori della zona, che è incrementato dai 3.708 renminbi del 1998 ai 4.556 del 2001. Caratteristica dell'industria di Anji è la produzione a catena di montaggio, utilizzando una materia prima per ricavarne i prodotti più diversi. Con il bambù, per esempio, si possono produrre generi alimentari, materiali da costruzione ed utensili di artigianato, mentre le materie di scarto vengono recuperate. Circa un quarto del valore di produzione della contea viene dall'agricoltura e dalle industrie collegate al bambù.

Le scelte ecologiche nella contea di Anji hanno attirato un certo numero di investitori, arrivando nel 2001 ad un totale di 50 milioni di dollari in investimenti stranieri. Il governo locale rimane concentrato a mantenere la zona un'oasi priva di inquinamento, non approvando progetti che non siano ecologici.